# 斯巴達 (密蘇里州布坎南縣)
斯巴達（英語：Sparta）是位於美國密蘇里州布坎南縣的非建制地區。

## 歷史
斯巴達的郵局於1841年設立，其後於1865年停運。

## 地理
斯巴達所處的海拔為高於海平面348米（即1142英呎），而該地所採用的時區為UTC-6，即北美中部時區（CST）。同時該地設有夏令時間，為UTC-6調快一小時，即UTC-5（CDT）。